# Jigsaw Falling into Place
"Jigsaw Falling into Place" is een nummer van de Britse rockband Radiohead uit 2008.
Het nummer is geproduceerd door Nigel Godrich en werd uitgebracht op 14 januari 2008. Het was de eerste single van Radioheads zevende studioalbum, In Rainbows (2007). De videoclip werd geregisseerd door Garth Jennings en Adam Buxton. In de videoclip dragen de bandleden camera's die aan fietshelmen bevestigd zijn.
Tijdens hun tournee van 2006 speelde Radiohead een vroege versie van "Jigsaw Falling into Place", toen met de werktitel "Open Pick". De tekst is geïnspireerd op de chaos die zanger Thom Yorke zag toen hij in Oxford aan het drinken was.
De single bereikte in de eerste week na uitgave de dertigste plaats in de Britse hitlijst en was daarmee Radioheads laagste notering sinds "Lucky" uit 1995. Desondanks noemde het tijdschrift Time de single een van de vijf beste nummers van 2007.

## NPO Radio 2 Top 2000
Jigsaw Falling into Place stond in 2024 voor het eerst in de NPO Radio 2 Top 2000, op plek 1020.